# Halalaimus meyersi
Halalaimus meyersi är en rundmaskart som beskrevs av Christian Wieser och Stephen Donald Hopper 1967. Halalaimus meyersi ingår i släktet Halalaimus och familjen Oxystominidae. Inga underarter finns listade i Catalogue of Life.